# 1400-е годы
1400-е (ты́сяча четырёхсо́тые) го́ды по юлианскому календарю — промежуток времени с 1 января 1400 года по 31 декабря 1409 года, включающий 1400 год 10-го десятилетия XIV века  и с 1401 по 1409 годы    1-го десятилетия XV века 2-го тысячелетия.  Они закончились 616 лет назад.

## Важнейшие события
- 1402 — Испания завоевала Канарские острова. Это событие называют формальным началом создания Испанской империи.
- 1402 — Ангорская битва. Тамерлан разбил войска османского султана Баязида I, что привело к временному распаду Османской империи.
- 1403 — столица Китая перенесена в Пекин из Нанкина императором Юнлэ. Начало полномасштабных морских исследований (1405—1433) под руководством Чжэн Хэ.
- 1407—1435 — вооружённая борьба за престол Франции между арманьяками и бургиньонами при Карле VI Безумном.

## Родились
- Иоганн Гутенберг — немецкий изобретатель книгопечатания.